# Between the Devil & the Deep Blue Sea
Between the Devil & the Deep Blue Sea ist das dritte Studioalbum der US-amerikanischen Hard-Rock-Band Black Stone Cherry. Es erschien am 27. Mai 2011 über Roadrunner Records. 

## Entstehung
Erstmals in der Bandgeschichte fanden die Aufnahmen nicht in den Südstaaten, sondern in den Bay 7 Studios in Los Angeles statt. Für das Album schrieb die Band insgesamt 45 bis 50 Lieder, von denen zwölf auf der regulären Version des Albums landeten. Drei weitere wurden für die limitierte Version verwendet. 
Produziert wurde das Album von Howard Benson. Als Gastmusikerin ist die Sängerin Lzzy Hale von der Band Halestorm bei den Liedern Such a Shame und Won’t Let Go zu hören. Can’t You See ist eine Coverversion eines Liedes von Toy Caldwell. Für die Lieder White Trash Millionaire und Blame it on the Boom Boom wurden Musikvideos gedreht. 
Der Albumtitel geht auf eine alte englische Redensart zurück. Matrosen mussten häufig auf hoher See über die Reling klettern, um Arbeiten an den Schiffsseiten oder am Rumpf zu erledigen. Diesen Vorgang nannte man “Working between the Devil and the Deep Blue Sea”, auf Deutsch „Zwischen dem Teufel und dem tiefen blauen Meer arbeiten“.
Zur Veröffentlichung des Albums brachte die Firma Evan Williams Kentucky Bourbon in den Vereinigten Staaten 450.000 Flaschen mit dem Logo der Band in die Läden.

## Titelliste
| 1. White Trash Millionaire – 3:20 2. Killing Floor – 4:02 3. In My Blood – 3:49 4. Such a Shame – 3:27 5. Won't Let Go – 3:19 6. Blame it on the Boom Boom – 3:11 7. Like I Roll – 3:33 8. Can't You See – 3:33 | 1. Let Me See You Shake – 3:07 2. Stay – 3:24 3. Change – 3:05 4. All I'm Dreamin' Of – 4:03 5. Staring at the Mirror – 3:22 1 6. Fade Away – 3:45 1 7. Die for You – 3:14 1 |

1 Bonustitel der limitierten Edition.

## Rezeption
Katharina Neuert vom Onlinemagazin The Pit beschrieb Between the Devil & the Deep Blue Sea als „wirklich geile Platte, die man sich immer, überall und in jeder Stimmung anhören kann und sollte“. Sie bewertete das Album mit 8,5 von zehn Punkten. Michael Edele vom Onlinemagazin laut.de bezeichnete Black Stone Cherry als Partyband und lobte das Album als die Musik für den kommenden Sommer. George Heaney vom Onlinemagazin Allmusic schrieb in seiner Kritik, dass die Band „ein bißchen Dreck zu einem normalerweise so polierten Sound bringt“ und sieht die Band „näher an Kid Rock als an Lynyrd Skynyrd“.
Kritisch äußerte sich Lutz Koroleski vom Onlinemagazin Musikreviews.de. Er kritisierte, dass das Album „hörbar nach dem Erfolg schielt und in jeder Hinsicht schwächer als die Vorgänger ausfällt“ und gab dem Album acht von 15 Punkte.
Between the Devil & the Deep Blue Sea erreichte Platz 29 der US-amerikanischen, Platz 13 der britischen und Platz 22 der deutschen Albumcharts. Im September 2021 erhielt das Album im Vereinigten Königreich eine Goldene Schallplatte.